# Bukkasagara, Kunigal
Bukkasagara là một làng thuộc tehsil Kunigal, huyện Tumkur, bang Karnataka, Ấn Độ.